# Станчо Якимов
Станчо Илиев Якимов е български държавен служител, войник и кметски наместник на село Добровница, което е било част от община Крива Паланка по времето на българското управление в Македония през Втората световна война.

## Биография
Роден на 18 август 1887 г. в паланечкото село Добровница, тогава в Османската империя.
През Първата световна война служи като войник в българската армия. 
На 28 май 1942 година в село Подържи кон участва на учредително събрание на месната Земеделска задруга като член-учредител.
По време на българското управление в Македония през Втората световна война подава молба до областния директор на град Скопие на 7 септември 1943 г. да бъде назначен на служба като кметски наместник, но по неизвестни причини той отново пише на 11 септември 1943 г. до областния директор с молба да не бъде назначаван. Той е бил заплашван от партизани между 7 и 11 септември 1943 г., което може да е повлияло на решението му.
Въпреки молбата си да не бъде назначен все пак е назначен като кметски наместник, докато не му бъде намерен заместник. Той служи на тази длъжност до края на войната.
Умира на 25 ноември 1959 година в Добровница, която тогава е част от Социалистическа република Македония. Според информации от семейството му той се е самоубил чрез обесване, но точните причини за смъртта му не са известни.

## Документи
- Заявление от Станчо Илиев Якимов от село Добровница, 11 септември 1943 година
- Акт, подписан от кметския наместник Станчо Якимов
- Заплата декември 1943 г.
- Заповед за варене на ракия 1943 г.
- 18. За село Добровница км. нам. Станчо Ил. Якимов , Насе Ив. Якимов овощар ( чичо на Станчо )
- Заповед гр. Крива Паланка 9.IX.1943 г.